# سنت نیوت، کورن‌وال
سنت نیوت (به انگلیسی: St Neot) یک روستا و محله مدنی در بریتانیا است که در کورنوال واقع شده‌است.